# Récicourt
Récicourt – miejscowość i gmina we Francji, w regionie Grand Est, w departamencie Moza.
Według danych na rok 1990 gminę zamieszkiwało 279 osób, a gęstość zaludnienia wynosiła 10 osób/km² (wśród 2335 gmin Lotaryngii Récicourt plasuje się na 770. miejscu pod względem liczby ludności, natomiast pod względem powierzchni na miejscu 72.).